# 1906 au cinéma
| Années du cinéma : 1903 - 1904 - 1905 - 1906 - 1907 - 1908 - 1909    |
| Décennies du cinéma : 1870 - 1880 - 1890 - 1900 - 1910 - 1920 - 1930 |

Cet article présente les faits marquants de l'année 1906 au cinéma.

## Évènements
- Janvier : Léo-Ernest Ouimet ouvre le premier véritable cinéma à Montréal, le Ouimetoscope. Il projettera des films américains et les films français de la maison Pathé.
- 11 août : En France, le premier brevet concernant un procédé de film sonore est attribué à Eugene Lauste.
- Août : Léon Gaumont lance le chronophone de Georges Demenÿ qui permet d’enregistrer le son en présonorisation.
- Octobre : Louis Feuillade devient metteur en scène chez Gaumont.
- 14 décembre: Le Théâtre du Cinématographe Pathe ouvre au 5, boulevard Montmartre, à l'emplacement d'un ancien café attenant au Théâtre des Variétés. Au cours de ce même mois de décembre 1906 débute, non loin de là, au 27, boulevard des Italiens l'exploitation du Kinéma Théâtre Gab-Ka dont le nom fait référence à son fondateur Gabriel Kaiser[1].
- 26 décembre: Le film australien The Story of the Kelly Gang, réalisé par Charles Tait, est le premier film de l'histoire du cinéma à dépasser la durée d'une heure.

- Léon Gaumont transforme sa société cinématographique en société anonyme.
- Charlie Chaplin, âgé de dix-sept ans, est engagé pour des imitations comiques
- George Albert Smith invente un nouveau procédé couleur : le Kinémacolor

## Principaux films de l'année
- Otello, film muet italien réalisé conjointement par Mario Caserini et Gaston Velle.
- Les Quatre Cents Farces du diable, film muet français de Georges Méliès.
- The Pirate Ship, film muet britannique de Lewin Fitzhamon.

## Principales naissances
- 14 janvier : William Bendix, acteur américain († 14 décembre 1964).
- 6 mars : Lou Costello, acteur américain († 3 mars 1959).
- 22 avril : Eddie Albert, acteur américain († 26 mai 2005).
- 3 mai : Mary Astor, actrice américaine († 25 septembre 1987).
- 8 mai : Roberto Rossellini, cinéaste italien († 3 juin 1977).
- 19 mai : Bruce Bennett, acteur américain († 24 février 2007).
- 26 mai : Pierre Prévert, réalisateur français († 5 avril 1988).
- 22 juin : Billy Wilder, cinéaste austro-américain († 27 mars 2002).
- 5 août : John Huston, cinéaste américain († 27 août 1987).
- 24 août : Voldemārs Pūce, cinéaste letton († 21 juillet 1981).
- 30 août : Joan Blondell, actrice américaine († 25 décembre 1979).
- 15 septembre : Jacques Becker, cinéaste français († 21 février 1960).
- 2 novembre : Luchino Visconti, cinéaste italien († 17 mars 1976).
- 14 novembre : Louise Brooks, actrice américaine († 8 août 1985).
- 5 décembre : Otto Preminger, cinéaste américain († 23 avril 1986).